# Bellevue (Iowa)
Bellevue ist eine Kleinstadt (mit dem Status „City“) im Jackson County im Osten des US-amerikanischen Bundesstaates Iowa. Das U.S. Census Bureau hat bei der Volkszählung 2020 eine Einwohnerzahl von 2.363 ermittelt.

## Geografie
Bellevue liegt am Westufer des Mississippi, der die Grenze zu Illinois bildet. Bellevue, das das Zentrum der Bellevue Township bildet, liegt auf 42°07′37″ nördlicher Breite und 89°15′20″ westlicher Länge. Die Stadt erstreckt sich über 2,7 km², die sich auf 2,5 km² Land- und 0,2 km² Wasserfläche verteilen.
An den südlichen Stadtrand schließt sich nahtlos der Bellevue State Park an.
Benachbarte Orte sind Sabula (34,1 km südöstlich), Preston (26,3 km südlich), Andrew (20,7 km südwestlich), La Motte (18,1 km westnordwestlich) und Saint Donatus (16,6 km nordwestlich).
Die nächstgelegenen größeren Städte sind Dubuque (38,1 km nordwestlich), Rockford in Illinois (145 km östlich), die Quad Cities (97,2 km südlich) und Cedar Rapids (133 km westlich).

## Verkehr

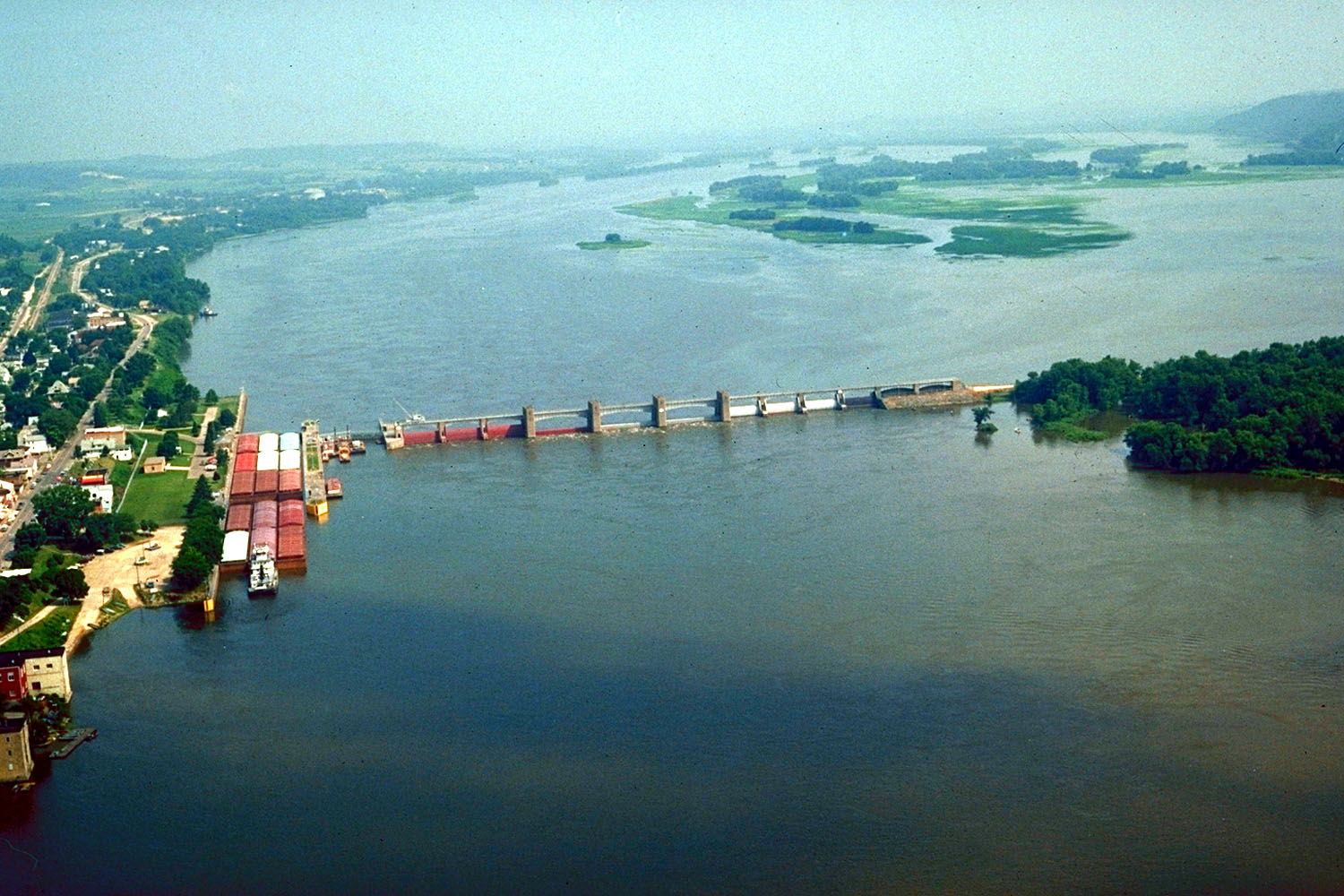
Lock and Dam No. 12, seit 2004 im NRHP gelistet

Der älteste Verkehrsweg ist der Mississippi, auf dem auch heute ein wichtiger Teil der Warenströme durch das Zentrum der USA transportiert wird. Der Fluss wird für große Binnenschiffe durch Stauwerke schiffbar gehalten, von denen sich mit Lock and Dam No. 12 eines zwischen Bellevue und dem gegenüberliegenden Ufer von Illinois befindet.
Durch Bellevue führt entlang des Mississippi der an dieser Stelle den Iowa-Abschnitt der Great River Road bildende U.S. Highway 52. Von diesem zweigt im Zentrum von Bellevue der nach Südwesten führende Illinois Highway 62 ab.
Durch Bellevue führt eine entlang des Mississippi verlaufende Eisenbahnlinie der Canadian National Railway.
Der nächstgelegene Flughafen ist der rund 36,1 km nordwestlich von Bellevue gelegene Dubuque Regional Airport.